# Оключна
Оключна (хорв. Oključna) — населений пункт у Хорватії, у Сплітсько-Далматинській жупанії у складі міста Комижа.

## Населення
Населення за даними перепису 2011 року становило 0 осіб.
Динаміка чисельності населення поселення:

## Клімат
Середня річна температура становить 15,55 °C, середня максимальна – 26,65 °C, а середня мінімальна – 3,81 °C. Середня річна кількість опадів – 585 мм.
| Клімат поселення                              | Клімат поселення | Клімат поселення | Клімат поселення | Клімат поселення | Клімат поселення | Клімат поселення | Клімат поселення | Клімат поселення | Клімат поселення | Клімат поселення | Клімат поселення | Клімат поселення | Клімат поселення |
| Показник                                      | Січ.             | Лют.             | Бер.             | Квіт.            | Трав.            | Черв.            | Лип.             | Серп.            | Вер.             | Жовт.            | Лист.            | Груд.            |                  |
| Середній максимум, °C                         | 13,90            | 12,03            | 13,68            | 16,47            | 21,54            | 25,71            | 26,65            | 26,16            | 22,49            | 18,95            | 15,26            | 13,62            |                  |
| Середня температура, °C                       | 9,80             | 7,93             | 9,56             | 12,35            | 17,44            | 21,59            | 24,13            | 23,64            | 19,96            | 16,41            | 12,72            | 11,07            |                  |
| Середній мінімум, °C                          | 5,70             | 3,81             | 5,47             | 8,23             | 13,33            | 17,48            | 21,58            | 21,09            | 17,42            | 13,88            | 10,19            | 8,55             |                  |
| Норма опадів, мм                              | 56               | 46               | 51               | 47               | 37               | 33               | 20               | 34               | 53               | 64               | 77               | 67               |                  |
| Середньомісячна швидкість вітру, м/с          | 4.11             | 4.23             | 4.17             | 3.93             | 3.40             | 3.09             | 3.10             | 3.01             | 3.40             | 3.71             | 4.50             | 4.40             |                  |
| Середньомісячна сонячна радіація, кДж/м²·день | 5671             | 8418             | 12246            | 16859            | 20993            | 23721            | 25133            | 22038            | 16372            | 10754            | 6181             | 4781             |                  |
| --------------------------------------------- | ---------------- | ---------------- | ---------------- | ---------------- | ---------------- | ---------------- | ---------------- | ---------------- | ---------------- | ---------------- | ---------------- | ---------------- | ---------------- |
| Джерело:                                      |                  |                  |                  |                  |                  |                  |                  |                  |                  |                  |                  |                  |                  |